# Joop Zoetemelk
Gerardus Joseph (Joop) Zoetemelk (Rijpwetering, 3 de desembre de 1946) és un ciclista neerlandès, ja retirat, que fou professional entre 1970 i 1987.
Abans de passar al professionalisme, Zoetemelk va guanyar la medalla d'or als Jocs Olímpics de Mèxic 1968 en la prova de 100 km contrarellotge per equips, amb Fedor den Hertog, Jan Krekels i René Pijnen. El 1974 la seva carrera esportiva es va veure amenaçada per una caiguda que li provocà una fractura de crani.
Durant els 18 anys com a professional aconseguí 214 victòries, sent les més importants el Tour de França de 1980 i la Volta a Espanya de 1979. En aquests anys va coincidir amb dues llegendes del ciclisme, Eddy Merckx i Bernard Hinault. La carrera en què aconseguí els millors resultats fou el Tour de França. A més de la victòria de 1980, fou segon en 6 edicions i la finalitzà 16 vegades, un rècord encara vigent. El 1985 es convertí en el ciclista més veterà en guanyar el Campionat del món de ciclisme en ruta, amb 38 anys i 9 mesos.
Una vegada retirat, Zoetemelk es convertí en director esportiu de l'equip Superconflex, que més tard evolucionaria fins a convertir-se en el Rabobank el 1996. Zoetemelk es retirà de director esportiu en finalitzar la Volta a Espanya de 2006.

## Palmarès
- 1968
  - 1r a la Ronde van Midden-Zeeland
- 1969
  - 1r del Tour de l'Avenir
  - 1r al Circuit des Mines
  - 1r a la Volta a Iugoslàvia
- 1971
  -  Campió dels Països Baixos en ruta
  - Vencedor d'una etapa a la Volta a Espanya i 1r del Gran Premi de la muntanya
  - Vencedor d'una etapa a la Volta a Luxemburg
- 1972
  - 1r al Trofeu dels Escaladors
- 1973
  -  Campió dels Països Baixos en ruta
  - 1r al Tour de l'Alt Var
  - 1r a l'Acht van Chaam
  - Vencedor de 2 etapes al Tour de França
  - Vencedor de 2 etapes al Midi Libre
  - Vencedor d'una etapa a la París-Niça
  - Vencedor d'una etapa a la Dauphiné Libéré
- 1974
  - 1r a la París-Niça i vencedor de 2 etapes
  - 1r al Tour de Romandia i vencedor d'una etapa
  - 1r a la Setmana Catalana i vencedor d'una etapa
  - Vencedor d'una etapa del Tour del Mediterrani
- 1975
  - 1r a la París-Niça i vencedor de 2 etapes
  - 1r a la Volta als Països Baixos i vencedor d'una etapa
  - 1r del Gran Premi d'Isbergues
  - 1r a l'A través de Lausana
  - Vencedor d'una etapa al Tour de França
- 1976
  - 1r a la Fletxa Valona
  - 1r a l'A través de Lausana
  - 1r al Circuit de l'Aulne
  - Vencedor de 3 etapes al Tour de França
  - Vencedor d'una etapa a la Dauphiné Libéré
- 1977
  - 1r a la París-Tours
  - 1r del Gran Premi d'Isbergues
  - 1r a l'A través de Lausana
  - Vencedor d'una etapa a la Volta a Catalunya
- 1978
  - 1r a la París-Camembert
  - 1r a l'A través de Lausana
  - 1r al Gran Premi de Lugano
  - Vencedor d'una etapa al Tour de França
  - Vencedor d'una etapa del Critèrium Internacional
- 1979
  -  1r a la Volta a Espanya i vencedor de 2 etapes
  - 1r a la París-Niça i vencedor d'una etapa
  - 1r al Critèrium Internacional i vencedor d'una etapa
  - 1r a la París-Tours
  - 1r al Tour de l'Alt Var
  - 1r al Trofeu dels Escaladors
  - 1r a l'A través de Lausana
  - Vencedor d'una etapa al Tour de França
  - Vencedor d'una etapa a la Dauphiné Libéré
- 1980
  -  1r al Tour de França i vencedor de 2 etapes
  - 1r al Gran Premi Pino Cerami
  - Vencedor d'una etapa al Tour de Romandia
  - Vencedor d'una etapa a la Dauphiné Libéré
- 1981
  - 1r a l'Escalada a Montjuïc
  - 1r al Gran Premi Pino Cerami
- 1982
  - 1r al Gran Premi de la costa normanda
- 1983
  - 1r al Tour de l'Alt Var
- 1985
  -  Campió del món de ciclisme en ruta
  - 1r a la Tirrena-Adriàtica i vencedor d'una etapa
  - 1r a la Veenendaal-Veenendaal
- 1987
  - 1r a l'Amstel Gold Race

### Resultats al Tour de França
- 1970. 2n de la classificació general
- 1971. 2n de la classificació general
- 1972. 5è de la classificació general
- 1973. 4t de la classificació general. Vencedor de 2 etapes.  1r a la Classificació de la combinada
- 1975. 4t de la classificació general. Vencedor d'una etapa
- 1976. 2n de la classificació general. Vencedor de 3 etapes
- 1977. 8è de la classificació general
- 1978. 2n de la classificació general. Vencedor d'una etapa
- 1979. 2n de la classificació general. Vencedor d'una etapa
- 1980.  1r de la classificació general. Vencedor de 2 etapes
- 1981. 4t de la classificació general
- 1982. 2n de la classificació general
- 1983. 23è de la classificació general
- 1984. 30è de la classificació general
- 1985. 12è de la classificació general
- 1986. 24è de la classificació general

### Resultats a la Volta a Espanya
- 1971. 6è de la classificació general. Vencedor d'una etapa.  1r del Gran Premi de la muntanya
- 1979.  1r de la classificació general. Vencedor de 2 etapes